# Guy Fawkes Night

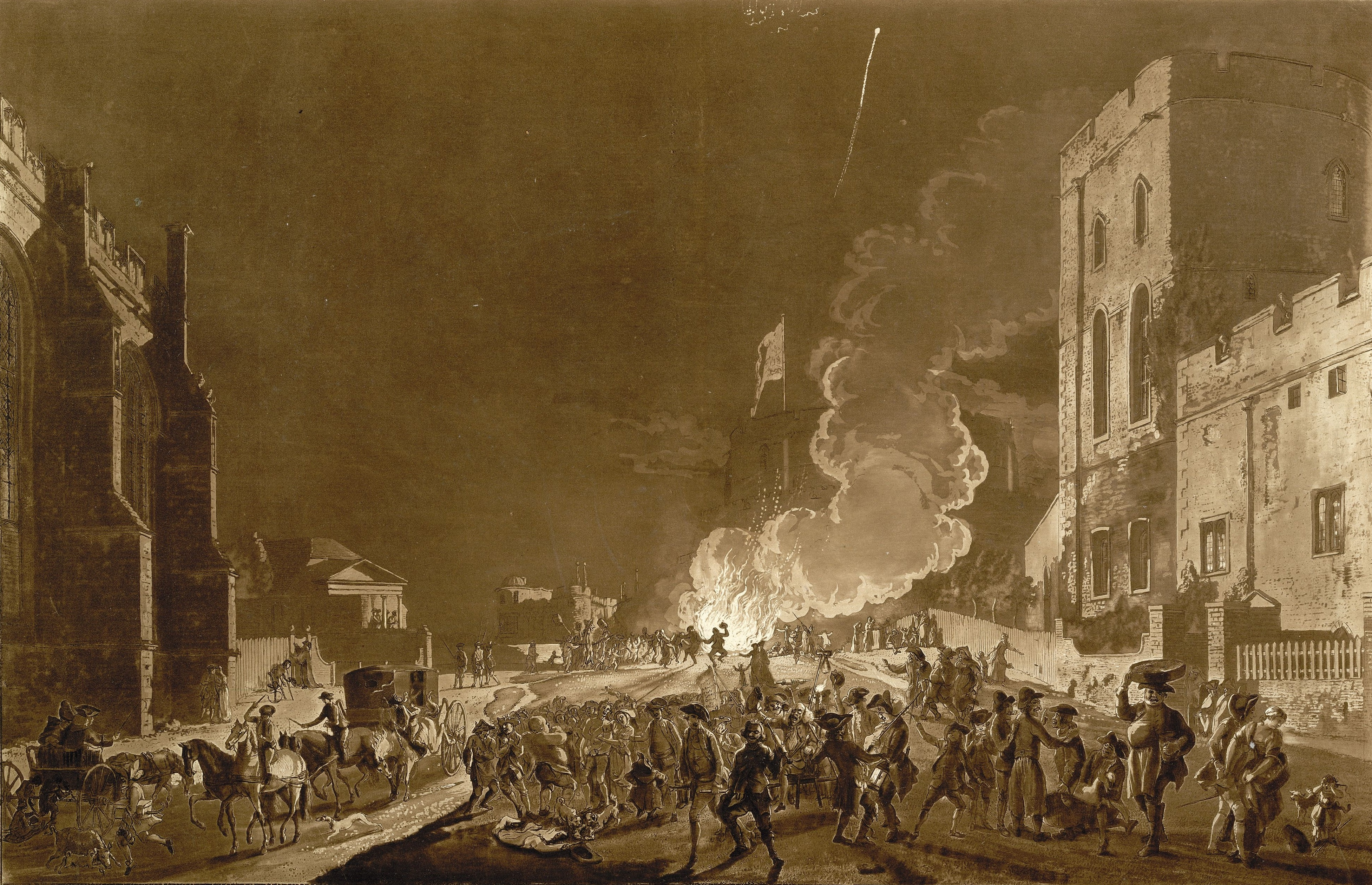
Guy Fawkes Night viering in Windsor Castle door Paul Sandby, c. 1776

Guy Fawkes Night, ook bekend als Guy Fawkes Day, Bonfire Night en Firework Night, is een jaarlijkse viering op 5 november die voornamelijk in Engeland maar ook in andere leden van het Gemenebest van Naties wordt gehouden. 
Het herinnert aan de verijdeling van het buskruitverraad dat plaatsvond op 5 november 1605. Dit was een complot van enkele katholieken om het Engelse parlement op te blazen. Het complot werd verijdeld en om te herdenken dat koning James I de aanslag overleefde worden elk jaar vreugdevuren (waarbij een stropop van Guy Fawkes in brand wordt gestoken) en vuurwerk ontstoken.

## Galerij

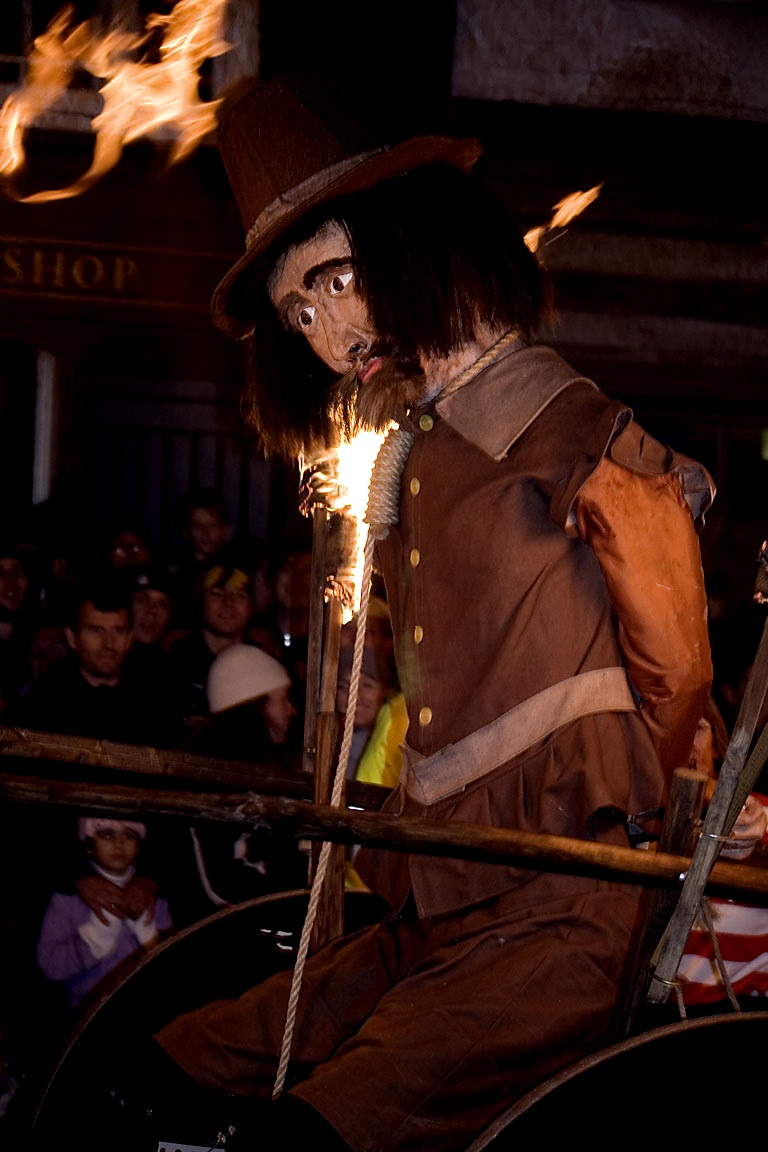
Een brandende stropop van Guy Fawkes
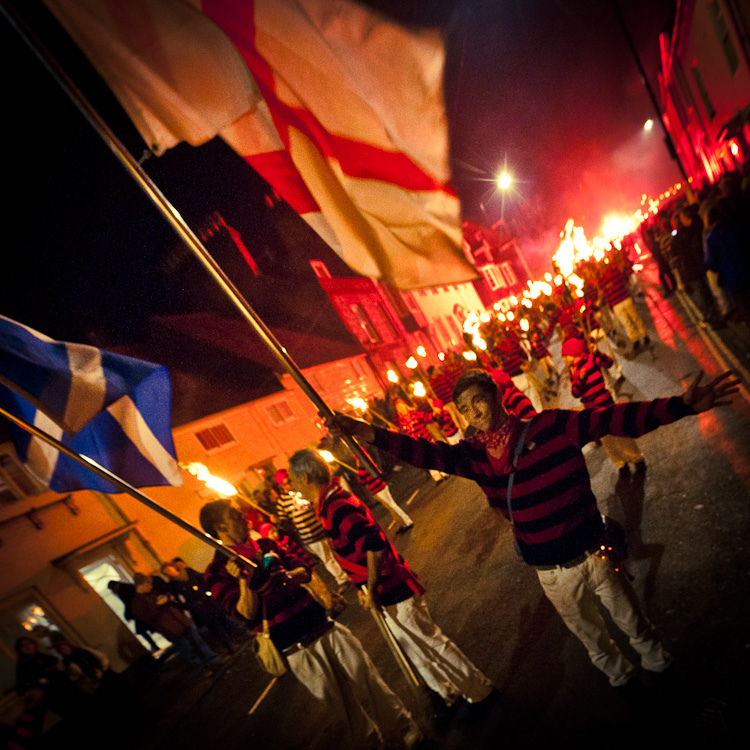
Feestvierders in Lewes op 5 november 2010